# 杵村源次郎
杵村 源次郎（きねむら げんじろう、生没年不詳）は日本の政治家、漢詩人。第五代米子町長。
妻かつのは元米子市長野坂寛治の伯母。

## 経歴
明治22年（1889年）8月米子町会議員（一級）に当選。
明治33年（1900年）12月26日から明治34年（1901年）9月21日まで米子町長をつとめた。

## 人物像
杵村について、野坂寛治著『米子界隈』283頁によれば、｢杵村町長は、学に凝って立派な分家の家産を傾け、漢詩に委（くわ）しく唐聖人が撫したアノ琴に堪能で、書に秀でていた。｣という。
山陰歴史館には二張の七絃琴が所蔵されている。一張は文人画家であった浦上玉堂による制作であり、またもう一張は米子在住の医師・国学者であった田代元春による制作である。いずれもが杵村の旧蔵品である。杵村は、漢詩結社を組織し、山陰の近代漢詩の興隆を支えた人物であり、自らは七絃琴の演奏を大阪の妻鹿友樵に教わっている。